# Iberesia machadoi
Iberesia machadoi is een spinnensoort in de taxonomische indeling van de bruine klapdeurspinnen (Nemesiidae).
Iberesia machadoi werd in 2006 beschreven door Decae & Cardoso.